# کمک گرانشی هوایی
کمک گرانشی هوایی (انگلیسی: Aerogravity assist) یا AGA، یک مانور نظری فضاپیما است که برای تغییر سرعت هنگام نزدیک شدن به جرمی با جو طراحی شده است. در یک کمک گرانشی خالص، تنها از گرانش جسم برای تغییر جهت مسیر فضاپیما استفاده می‌شود. میزان تغییر جهت محدود به جرم جسم و میزان نزدیکی به آن است. اما در کمک گرانشی هوایی، فضاپیما به سیاره نزدیک‌تر شده و وارد جو می‌شود، به‌طوری که می‌تواند از نیروی برآر تولیدشده توسط بال‌های وارونه استفاده کند تا گرانش را تقویت کرده و مسیر را بیشتر منحنی کند.
این فرایند امکان انحراف بیشتر مسیر را فراهم می‌کند که به دلتا-وی (تغییر سرعت) بالاتری منجر می‌شود. در نتیجه، این مانور می‌تواند زمان سفر را کوتاه‌تر کند، نسبت جرم محموله به جرم کل فضاپیما را افزایش دهد یا به طراحی فضاپیمایی کوچک‌تر برای یک محموله مشخص منجر شود.
روش‌های مرتبط مانند مهار هوایی، ترمز جَوّی و ورود به جو نیز تلاش می‌کنند از جو جرم آسمانی برای کاهش نیاز به سوخت استفاده کنند. با این حال، در کمک گرانشی هوایی، هدف استفاده از جو برای کاهش سرعت نیست، بلکه برای دستیابی به تغییر بزرگ‌تر در جهت مسیر است.
گرچه استفاده از کمک گرانشی هوایی برای مأموریت‌های متنوعی، از جمله برای قرار دادن فضاپیما در مدار زحل پیشنهاد شده است، این تکنیک تاکنون در عمل مورد استفاده قرار نگرفته است.